# Proff

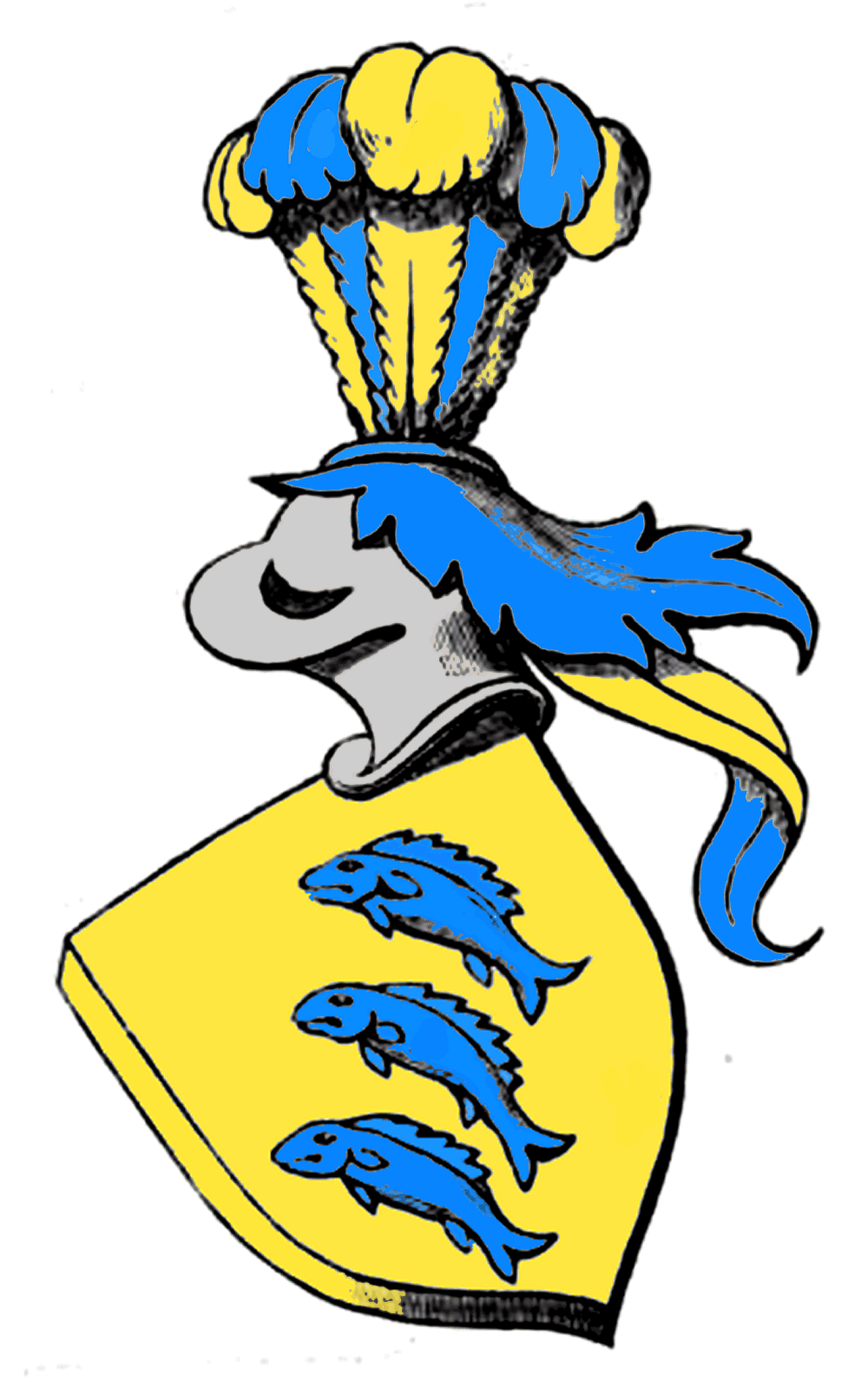
Stammwappen derer von Proff-Irnich

Die von Proff zu Irnich waren ein bergisches Adelsgeschlecht. Kaiser Franz I. erhob am 25. Juni 1746 die Familie Proff zu Irnich zu Reichsrittern.

## Wappen

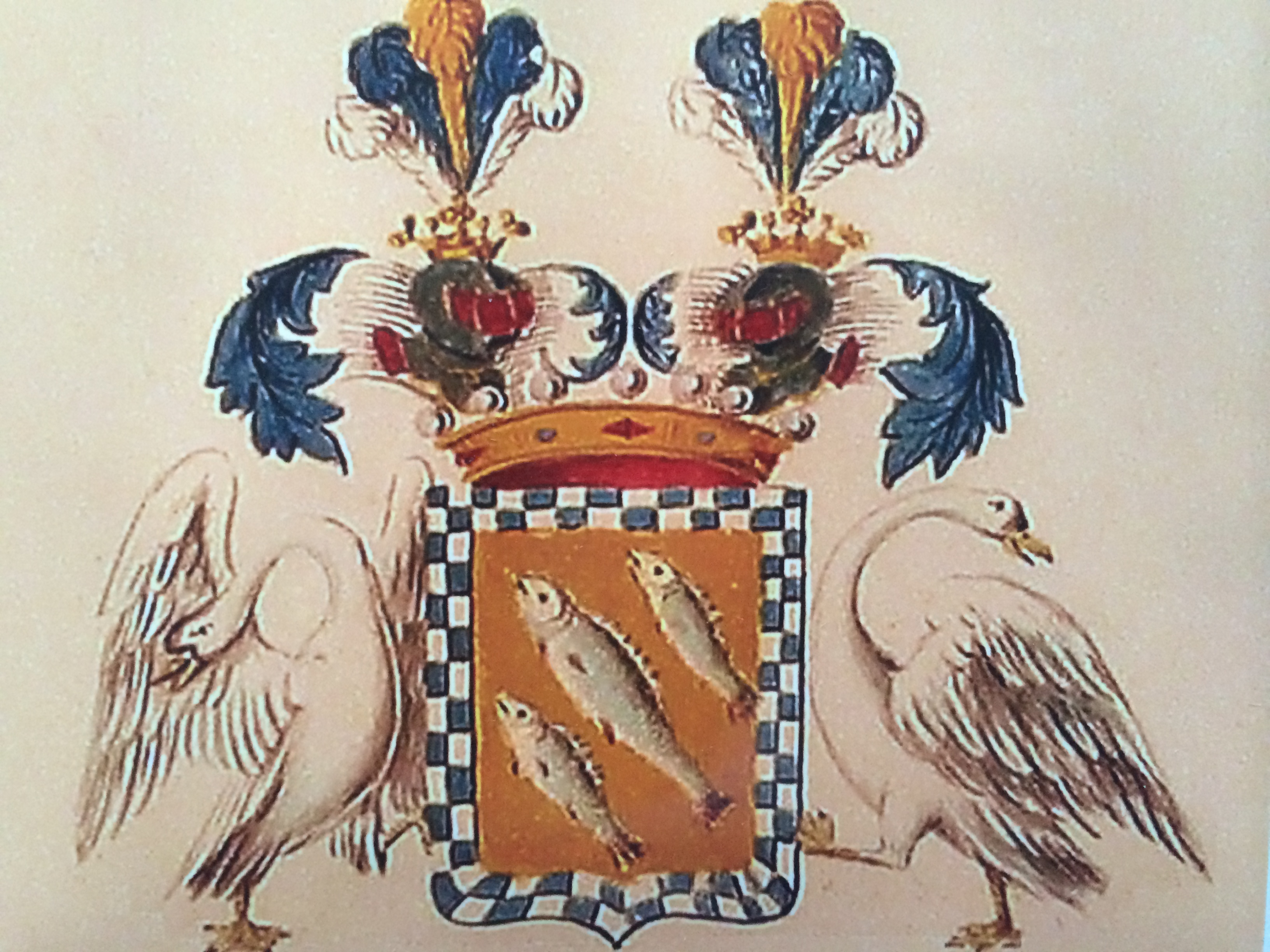
Koloriertes Wappen

Das Stammwappen derer von Proff zeigt (innerhalb eines geschachten Randes) in Gold drei blaue Fische (Barsche). Auf dem Helm mit blau-goldenen Decken fünf, von Gold und Blau abwechselnde Straußenfedern.

## Personen

### Johann Caspar von Proff
Johann Caspar von Proff war bereits Landdinger (Richter) des Amtes Blankenberg. Sein Sohn war Peter Josef von Proff.

### Peter Josef von Proff
Hofrat Peter Josef von Proff erhielt am 30. Mai 1738 in einem Erbvergleich mit seiner Tante Margaretha Krumbach den Hof Bülgenauel zugesprochen. Er bekam am 4. Mai 1756 von Kurfürst Karl Theodor, Herzog von Jülich, Cleve und Berg, die Erlaubnis, einen anderen Sohn als Assistent des Landdingeramtes einzustellen. Nachdem der älteste Sohn Adrian Gottfried verstorben war, sollten Caspar oder Franz Josef die Stelle antreten. Am 31. August 1758 wurde Peter Josef von Proff in einer Urkunde namentlich als Landdinger erwähnt. Er war in erster Ehe verheiratet mit Maria Cordula von Kylman, in zweiter mit Maria Anna von Bardenhewer. Als sein Erbe am 27. August 1766 unter den Kindern geteilt wurde, fielen der Rittersitz Schloss Auel und das Sattelgut Rosauel an Maria Johanna von Doetsch, der Rittersitz Bülgenauel und das Caffeehaus in Düsseldorf gingen an Maria Cordula Theresia, Ehefrau des Kölner Hofkammerrates Maagh, der halbe Anteil an Burg Honrath, die Bachermühle und der Hof zu Birken wurden Jakob Nepomuk (Kanonikus im Stift St. Cassius und Florentius zu Bonn) zugelost und Franz Josef erhielt den Hof zu Hamm bei Düsseldorf (mit Ausnahme des Caffeehauses) und ein Drittel der Macht in der Bilker Mark. Daneben wurde weiterer Grundbesitz, Renten, Schulden und Rechte verteilt und aufgerechnet. Das Erbe des Jakob Nepomuk wurde nach dessen Tod am 28. Juni 1783 nochmals aufgeteilt auf Maria Johanna (halbe Burg Honrath), Franz Josef (Hof zu Birken) und den Witwer Maagh (Bachermühle).

### Caspar von Proff
Am 28. August 1765 wurde Caspar von Proff Nachfolger seines zurückgetretenen Vaters. Er wurde von Kurfürst Karl Theodor ernannt, der genau einen Monat später seine Aufgaben und Befugnisse festlegte. Er starb kurz darauf.

### Franz Josef von Proff zu Irnich
Franz Josef von Proff zu Irnich war ebenfalls Landdinger des Amtes Blankenberg seit dem 22. Juli 1766. Am 24. November 1787 wurde ihm von Kurfürst Karl Theodor die Erlaubnis erteilt, seinen Sohn Karl Theodor als Assistent einzuführen. Am 22. August 1790 erhob Kurfürst Karl Theodor Franz Josef von Proff zu Irnich in seiner Eigenschaft als Reichsvikar mit den Nachkommen beiderlei Geschlechts in den Reichsfreiherrenstand und bestätigte somit alle mit dem Titel verbundenen Rechte und Pflichten als auch das Wappen.
Franz Josef von Proff zu Irnich war verheiratet mit Anna Adriana von Mosbach genannt Breidenbach. Beide liehen sich laut überlieferten Urkunden oft Geld. 1786 wurde ihr Viertel Eigentum an der Gutmühle versteigert. Ebenfalls 1786 verpachten die Eheleute Burg Seelscheid. 1788 kauft Franz Josef Haus Markelsbach (Much) von seinem Schwager Franz von Mosbach zurück, verkauft es aber im selben Jahr bis auf die Jagdrechte. 1801 bat seine Witwe oft um Schuldenerlass.
Ihre Kinder waren:
- Karl Theodor, Hofrat und Landdinger im Amt Blankenberg,
- Karl Josef Jacob, königlich-bayrischer Kämmerer zu München,
- Karl Johann, Rittmeister zu Iregh im Komitat Syrmien (Ungarn),
- Maria Anna Louise.

### Karl Theodor von Proff zu Irnich und Menden
Hofrat Karl Theodor (~ 6. September 1767 in Hennef) wurde am 13. April 1799 als Landdinger eingeführt, nachdem er vorher schon das Amt des Vaters provisorisch übernommen hatte. Am 22. Dezember 1808 wurde er vom Ministerium des Inneren des Großherzogtums Berg außerdem zum Ersten Beigeordneter der Munizipalverwaltung Hennef ernannt. Am 8. März 1840 wurde er vom preußischen Justizminister Heinrich Gottlob von Mühler von seiner Stelle als Notar des Friedensgerichts Eitorf mit Danksagung entbunden.
Am 25. November 1807 kaufte Karl Theodor den Abtshof in Opladen, der früher zu der Benediktiner-Abtei St. Heribert in Köln-Deutz gehörte. 1830 verkaufte er seinen Anteil am Haus Neunkirchen an Servos Vohsen, Kaufmann aus Jüchen. Diesen Anteil hatte er 1828 von Carolina von Mosbach genannt Breidenbach geerbt.

### Karl Josef von Proff zu Irnich
Ein Sohn von Karl Theodor war Karl Josef (1811–1856). Er war Landrat des Rheinischen Appellationsgerichtes in Köln. Am 25. Juni 1842 kaufte er seinem Vater Haus Seelscheid ab, das er bereits am 18. Juli 1844 an den Seelscheider Kaufmann Wimar Öberdörster weiterverkauft.
Ein Sohn von Karl Josef war Karl Ferdinand von Proff.

### Carl Ludwig von Proff-Irnich
Carl Ludwig von Proff-Irnich (Carl Ludwig Freiherr von Proff-Irnich und Menden; * 10. Juli 1816 in Geislingen; † 28. Oktober 1895 in Bonn) war Jurist, Mediziner und Mitglied des Reichstags des Norddeutschen Bundes.